# O gode Ande, led du mig
O gode Ande, led du mig är den åttonde versen i psalmen Du, som af Gudomsskötet går av Johan Åström år 1816. Den är en bön till den Helige Ande.
Melodin har okänd kompositör (F-dur, 2/2) men bearbetades av Johann Crüger år 1653, samma som till Den korta stund jag vandrar här och Din kärlek, Jesus, gräns ej vet. I Koralbok för Nya psalmer, 1921 anges melodin vara från 1535 och samma som till psalmen Din spira, Jesus, sträckes ut. Om kompositionsåret är samma som publiceringsåret kan inte avgöras, men melodin trycktes i Geistliche Lieder av boktryckaren Joseph Klug i Wittenberg 1535. Den är också tryckt i Lyon 1547.

## Publicerad som
- Nr 130 vers 8 i 1819 års psalmbok under rubriken Helgelsen. Den Heliga Andas nåd.
- Nr 9 i Sionstoner 1935 under rubriken "Inledning och bön".
- Nr 216 i 1937 års psalmbok under rubriken "Helg och gudstjänst".
- Nr 408 i Den svenska psalmboken 1986 under rubriken "Helg och gudstjänst"
- Nr 401 i Psalmer och Sånger 1987 under rubriken "Fader, Son och Ande - Anden, vår hjälpare och tröst".[1]
- Nr 70 i Lova Herren 1988 under rubriken "Andens närvaro, upplysning och ledning".
- Nr 61 i Lova Herren 2020 under rubriken "Gud den heliga Ande och helgelsen".